# Dabu (socken i Kina, Shandong)
Dabu (kinesiska: 大布乡, 大布) är en socken i Kina. Den ligger i provinsen Shandong, i den östra delen av landet, omkring 120 kilometer sydväst om provinshuvudstaden Jinan. Antalet invånare är 33661. Befolkningen består av 16 468 kvinnor och 17 193 män. Barn under 15 år utgör 17,0 %, vuxna 15-64 år 73 %, och äldre över 65 år 9,0 %.
Genomsnittlig årsnederbörd är 671 millimeter. Den regnigaste månaden är juli, med i genomsnitt 215 mm nederbörd, och den torraste är januari, med 4 mm nederbörd.